# حصار سبتة (1732)
حصار سبتة عام 1732 هو محاولة لتحرير مدينة سبتة، وهي مدينة محتلة تقع شمال السلطنة الشريفة.

## خلفية تاريخية
في عام 1415، احتل البرتغاليون سبتة. ومنذ ذلك الحين، حاول المغاربة تحريرها عدة مرات لكن دون جدوى. في عام 1580، بعد خسارة البرتغال في معركة الملوك الثلاثة ثم وفاة هنري الأول، استولى ملك إسبانيا فيليب الثاني على جميع ممتلكات الإمبراطورية البرتغالية وضم البلاد. وفي عام 1640، أنهت الثورة البرتغالية اتحاد البلدين. واستعادت البرتغال استقلالها وجميع ممتلكاتها السابقة في المغرب، باستثناء سبتة، حيث أعلن نبلاء المدينة ولائهم للتاج القشتالي. في عام 1668، بموجب معاهدة لشبونة، اعترفت البرتغال رسميًا بالسيادة الإسبانية على سبتة. فصارت سبتة إسبانية، وظلت تتعرض لمضايقات من طرف المغاربة، وشهدت أطول حصار في التاريخ في عهد السلطان إسماعيل.
حوالي عام 1728، تمكن المغامر الهولندي، وزير إسبانيا السابق، خوان غييرمو ريبيردا، الذي وقع بالأسر في إسبانيا، من الفرار واللجوء إلى المغرب. عرض خدماته على السلطان المغربي مولاي عبد الله، ثم أسلم. ثم اقترح ريبيردا على السلطان مهاجمة سبتة من أجل الاستفادة من انشغال الإسبان في هجومهم لاحتلال وهران. إلا أن عبد الله رفض ذلك وفضل  إرسال ريبيردا على رأس فيلق مغربي للقتال إلى جانب داي الجزائر ضد الإسبان دفاعا عن وهران وألحقوا بالإسبان خسائر كبيرة. ومع ذلك، لم يكن هذا كافيًا، وسقطت المدينة بيد الإسبان.
بعد خسارة وهران، أرسل داي الجزائر سفارة إلى السلطان المغربي المولى عبد الله، طالبين الدعم في استعادة المدينة، أو على الأقل تشتيت الإسبان عن طريق مهاجمة سبتة. فابتداءً من سبتمبر 1732، بدأ باي بوشلاغم بمحاصرة وهران ، وأمر عبد الله بمحاصرة سبتة.

## الحصار
في أكتوبر 1732، أمر مولاي عبد الله بحصا سبتة، التي قدرت حاميتها 5 500 رجل تحت قيادة الجنرال جوزيف أرامبورو. قام السلطان بتكوين جيش كبير يقدر عدده ترواح بين بثمنمائة رجل وستة وثلاثين ألف رجل مزودين بمدفعية جيدة حسب مصادر أخرى ، تحت قيادة باشا طنجة أحمد بن علي الريفي، رئيس الكيش الريفي، والهولندي خوان غييرمو ريبيردا كنائب ومدير المقر.
حقق المغاربة بعض النجاح الأولي، إذ ألحقوا الهزيمة بالإسبان الذين حاولوا مهاجمتهم خارج أسوار المدينة. لكن في ليلة السابع عشى، فاجأ الإسبان المغاربة في معسكرهم بمرتفعات سيرالو  وهزموهم بالكامل. وطاردوهم مجبرين إياهم على رفع الحصار. مما أدى إلى مقتل أكثر من 3 000 مغربي. تمكن ريبيردا من الفرار من المذبحة ولجأ إلى تطوان.